# Lepidoneuron sesquipedale
Lepidoneuron sesquipedale là một loài thực vật có mạch trong họ Lomariopsidaceae. Loài này được (Willd.) Fée mô tả khoa học đầu tiên năm 1869.